# ガザーリー

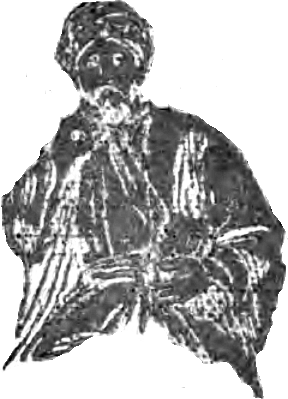
ガザーリー

ガザーリーことアブー・ハーミド・ムハンマド・イブン・ムハンマド・アッ＝トゥースィー・アッ＝シャーフィイー・アル＝ガザーリー（アラビア語: أبو حامد محمد بن محمد الطوسي الشافعي الغزالي, Abū Ḥāmid Muḥammad ibn Muḥammad al-Ṭūsī al-Shāfiʿī al-Ghazālī、1058年 - 1111年12月18日）はペルシアのイスラームの神学者、神秘主義者（スーフィー）。通常名前の最後の部分を取ってガザーリーと呼ばれるが、研究者の中にはガッザーリー（ الغزّالي, al-Ghazzālī, アル＝ガッザーリー）と発音するべきだとする意見もある。ヨーロッパではアルガゼル（Algazer）のラテン名で知られ、長らく哲学者と見なされていた。
「ムハンマド以後に生まれた最大のイスラーム教徒」として敬意を集め、スンナ派がイスラーム世界の中で多数派としての地位を確立する過程の中で最も功績のあった人物の一人に数えられる。ガザーリーはスンナ派と対立するシーア派への反論、イスラーム哲学への批判、スーフィズム（神秘主義）への接近を通して、スンナ派のイスラーム諸学を形作った。ガザーリーは存命中に高い名声を得ていたが、没後のイスラーム世界でも思想的権威と見なされ、彼の理論はファトワー（法的回答）を発する多くのウラマー（イスラーム世界の知識人）によって、コーラン（クルアーン）やハディース（預言者ムハンマドの言行録）とともに参照されている。弟のアフマド・ガザーリーもスーフィズムの思想家として知られており、彼の神秘主義思想の構築には弟の影響があったと考えられている。

## 生涯
1058年にガザーリーはイランのホラーサーン地方のトゥース近郊で誕生する。ガザーリーの父親は自分で紡いだ羊毛を売る商人だと言われているが、父親の職業が事実であるかは疑問視されており、また史料の中に母親について記しているものはない。ガザーリーは幼少期に父親を亡くし、兄弟とともに父親の友人のスーフィーに養育された。ガザーリーには弟のアフマドのほかに数人の姉妹がいたといわれているが、それらの姉妹について明らかになっている点はない。父の遺産によってガザーリーは学業に専念することができ、父の友人の勧めに従ってマドラサ（神学校）に入学した。最初トゥースで教育を受け、カスピ海沿岸のジュルジャーンに移り、アブー・ナスル・イスマーイーリーに師事した。ジュルジャーンから帰郷する途上、ガザーリーは盗賊にイスマーイーリーの教えを記したノートを奪われ、盗賊にノートを返すよう哀願した。しかし、盗賊の頭領の「ノートを奪ったためにお前の知識が失われ、何の学問も残らなかったのならば、どうしてお前はその学問を知っていると言えるのか」という言葉に、「神の言葉」を授かったかのような衝撃を受ける。トゥースに帰ったガザーリーはノートに書かれた師の考えの理解と記憶に3年の時間を費やし、ユースフ・ナッサージュの元でスーフィーの修行を行った。
1077年にガザーリーはニーシャープールに移り、ニザーミーヤ学院で当時の大学者イマームル・ハラマイン・ジュワイニーに師事し、シャーフィイー学派の法学とアシュアリー学派の神学を修めた。ニザーミーヤ学院で才能を発揮したガザーリーはジュワイニーの代講を務め、学生の指導にあたるようになるが、過度の研究のために健康を害したこともあった。ニーシャープール時代のガザーリーはスーフィーのファールマディーからも指導を受けていたが、1084年にファールマディーが没すると一時的にスーフィズムから遠ざかる。1085年にジュワイニーが没した後、ガザーリーは学芸の保護者であったセルジューク朝の宰相ニザームル・ムルクの庇護を受け、エスファハーン（イスファハーン）の宮廷に出仕した。
やがてガザーリーの学才はニザームル・ムルクにも認められ、1091年にバグダードのニザーミーヤ学院の教授に任命される。300人の学生を指導する傍ら、法学・神学の講義や著述活動の合間に哲学、シーア派の思想を研究し、これらの思想の批判を書き上げた。ガザーリーは信仰の確信を得るために神学、哲学、シーア派を研究したが心は満たされず、さらにスーフィズムへのアプローチを行った。アブー・ターリブ・マッキー、ムハースィビー、ジュナイド、シブリー、バスターミーら前の時代に生まれたスーフィーの著書を読んで知識を得て、修行の実践を決意する。1095年、世俗への執着と来世への羨望に葛藤するガザーリーはニザーミーヤ学院での講義中に「一語も発することができない」状態に陥り、食物や飲み物を口にすることができなくなる。スーフィズムによって信仰の確信を得られると考えたガザーリーは内からの声に促され、葛藤の末に職を辞して地位と名誉を捨て、1095年11月に一人の修行者としてメッカ（マッカ）巡礼に旅立った。
ガザーリーはおよそ2年の間シリア、パレスチナ各地を巡り歩き、1096年11月から12月にかけてメッカ巡礼を行った。ダマスカスを訪れたガザーリーはウマイヤド・モスクのミナレットに閉じこもり、禁欲と修行のために他人を近づけなかった。エルサレムでも一人瞑想に耽り、その合間に『エルサレム書簡』を著してイスラームの基本教義を解説した。放浪中のガザーリーは俗世間と完全に接触を絶った状態に身を置いておらず、陳情、就職の斡旋のために政治指導者に宛てたペルシア語の書簡が残されている。メッカ巡礼を終えたガザーリーは子供たちの要請を受けて1099年に生地のトゥースに戻る。トゥースに戻ったガザーリーはスーフィーの道場を設立し、若者たちとともにスーフィーとしての生活を送った。

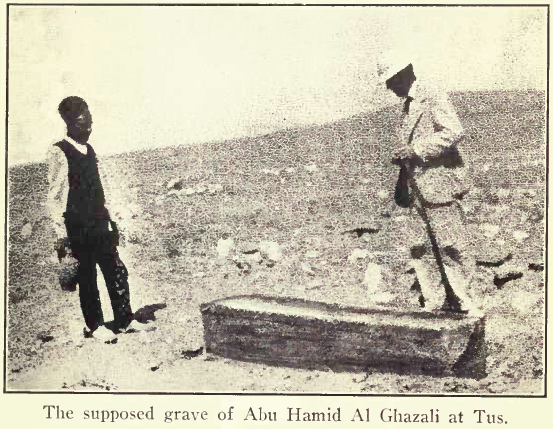
トゥースで発見されたガザーリーのものと考えられる棺

ニザームル・ムルクの息子である宰相ファフルル・ムルクの要請を受けて、1106年にガザーリーは再びニーシャープールのニザーミーヤ学院の教壇に立つ。復職の経緯について、ガザーリーは隠遁生活への憧れと不信仰が蔓延る現状への憂いの間で葛藤し、親しい人々の勧めを受け、預言者ムハンマドの「神は世紀の始まりごとに共同体の中に改革者を派遣する」といった旨のハディースに突き動かされたことを述懐している。復職した後のガザーリーは講義内容をまとめた法学書『法源学の精髄』、自伝『誤りから救うもの』を著している。1107年/08年に勉学のために東方を訪れたマグリブの思想家イブン・トゥーマルトがガザーリーと会い、ガザーリーとの出会いを契機としてムワッヒド運動を開始した伝承が残るが、史実性は否定されている。1110年にガザーリーは公職から退いてトゥースに帰郷し、翌1111年12月18日にこの地で没した。
トゥース旧市街の城壁付近では、ガザーリーの墓と推定される遺構が発掘されている。イラン・イスラム共和国はシーア派を国教とするため、近くに存在する詩人フェルドウスィーの墓と比べてガザーリーの墓は質素な作りになっている。

## 思想
ガザーリーの著作はイスラーム法学、神学、哲学、護教論、神秘主義の5つの分野に大別できる。

### 法学
ガザーリーはイマームル・ハラマイン・ジュワイニーからシャーフィイー学派の法学を学び、それを発展させた。ガザーリーが著した法学書には最晩年に執筆した『法源学の精髄』などがあるが、散逸したものも多い。
ガザーリーが世に出たとき、既にイスラーム法学の権威は社会の隅々にまで行き渡っていたが、ガザーリーは権威主義に陥った信仰の有り方を疑問視し、
仰を個人の内面に戻そうと試みた。ガザーリーは権力と癒着したウラマーの堕落を批判し、イスラーム法の遵守とスーフィズムの実践の両立を説いた。批判の対象とされた人物の一人にハールーン・ラシードの時代の宰相アブー・ユースフがおり、来世のために奉仕することを忘れて現世の利益のみを追求する、ウラマー本来の理念から逸脱した人間たちを批判している。

### 懐疑論
スーフィズムに回心する前のガザーリーは、自分がイスラム教徒であるのはたまたまイスラム教徒の子として生まれたためであり、信仰によるものではないと考えていた。ガザーリーは自分の思想を揺るぎないものとする「確実な知識」に行き着くため、様々な学問を追究していく。「疑念・誤謬・妄念の可能性が全くなく、それらを提起する余地すらない知の対象を明らかにする知」である確実な知識を獲得する手段を検討するため、全てを疑うことから始めた。
エスファハーンの宮廷に出仕していた時代、ガザーリーは理性の優位性を疑う「第一の危機」に陥った。ガザーリーは知識を感覚による知識と理性による必然的知識に分け、視覚では金貨ほどの大きさにしか見えない星が天文学的証明によれば地球よりも大きい例を述べ、理性が感覚の誤謬を指摘する点を明らかにした。そして、高次の世界に理性の確実性を否定する判断者が存在する可能性に思い至り、懐疑に陥った。理性によって認知できる世界を夢と同様のものと捉え、理性の上にある世界は忘我の境地に達したスーフィーが見る世界、あるいは死と考えた。やがて理性の権威が及ぶ範囲には限界があると結論付け、理性が及ぶ領域を「知（'ilm）」と命名する。疑いようのない自明な領域である「知」に対して、神に最も接近できる人間の精神に存在する領域を「信（qalb）」と定義した。ガザーリーは理性・知と感覚・信の間に優劣をつけず、コーランの章句を理性によって解釈しようと試みる哲学者、思惟と信仰の矛盾を解消しようと試みる神学者といった、二つの領域を混同する人間を批判した。
理性への疑いを抱いた精神的危機（第一の危機）を経たガザーリーはスーフィズムへの回心と世俗への執着に葛藤する第二の危機を乗り越え、スーフィーとして放浪の旅に発つ。

### イスラーム哲学
11世紀初頭にイブン・スィーナーらによって完成されたイスラーム哲学は、イスラームの教義から外れる主張のために保守的なウラマーから攻撃を受けたが、彼らの批判の論拠は感情的で論理性を欠くものであり、哲学者たちの理論を崩すことはできなかった。ガザーリーは哲学を研究した上で反論を書き上げ、ニザーミーヤ学院の講義の合間に書物から哲学者の理論を取り入れ、哲学が含む矛盾を導き出した。1094年に哲学の概説書である『哲学者の意図』を著し、翌1095年に哲学の批判書『哲学者の自己矛盾』を著してイスラーム哲学に大きな衝撃を与えた。コーランと矛盾する形而上学を含む哲学はイスラームの思想家の批判の対象となっていたが、先達の神学者たちが出した反論はコーランやハディースの章句を引用する不完全なものだった。ガザーリーは哲学を神の啓示に代わるものと位置付けることを拒み、全知全能の神、コーランの世界観の論理的な証明を試みた。
ガザーリーは哲学を数学、論理学、自然学、形而上学、政治学、倫理学の6つに分類した。算術、幾何学、天文学を含む数学、論理学、自然学を宗教と共存しうるものと考え、それらの学問に求められる「理性」と宗教が抱える「真理」の混同を戒めた。政治学はコーランやハディースを基礎とするもので、倫理学については哲学者の誤った主張が混ざり合うこともあるが、魂の本質と性格、改善を追及する学問であるため、基本的に否定されるものではないと述べている。
哲学者の犯す誤りの大部分は形而上学にあると主張し、『哲学者の自己矛盾』の中で20の項目を列挙して彼らの思想を批判した。ガザーリーは形而上学を否定したものの、哲学のすべてを否定しておらず、イスラームの教義と無関係な論理学を取り入れ、哲学の批判に際して論理学的手法を利用している。12世紀のアシュアリー学派の思想家ファフルッディーン・ラーズィーはガザーリーの思想の影響を受け、より哲学に近い存在論を展開していった。
ガザーリーは哲学の論理学をアシュアリー学派の神学に取り入れ、その結晶である『中庸の神学』を著した。『中庸の神学』では世界は原子で構成されるアシュアリー学派の原子論、神を非物質的なものとする哲学の論理により、神と世界の隔絶性が強調されている。ガザーリーはジュワイニーら先人から受け継いだアシュアリー学派の理論を発展させ、アシュアリー学派は哲学の論理学・形而上学を批判的に受容してより哲学に近づいていく。しかし、ガザーリーは晩年に著した自伝『誤りから救うもの』において、伝統的な信仰を守るための理論を展開する神学の限界を認め、霊的な救いを得るためにはスーフィズムへのアプローチが必要であると述べている。
ガザーリーの哲学の批判は一般のイスラム教徒が哲学に抱いていた反感を刺激し、哲学者の著書が焼き捨てられた。イブン・スィーナーの学派の本拠地である東方イスラーム世界でもガザーリーの批判に挑む人間は現れなかったが、12世紀のマグリブの思想家イブン・ルシュドは「不完全」と見なしたイブン・スィーナーの思想とともにガザーリーの哲学批判をも再批判し、アリストテレスの思想を擁護した。

### 神学
護教論を記したガザーリーの作品は、彼の存命中に勢力を拡大していたイスマーイール派に対抗するため書かれたものが多い。イスマーイール派の教義を批判するために書かれた書のひとつに、アッバース朝のカリフ・ムスタズヒルの依頼を受けて書いた『ムスタズヒルの書』がある。
ガザーリーはイスマーイール派の特徴であるイマームへの個人崇拝と服従を批判し、未知の問題が発生した際にウラマーが下す自主的な判断とそれに対して共同体が合意を形成するスンナ派の姿勢を主張した。無謬のイマームに対する盲目的な服従を説くイスマーイール派に対して、ガザーリーは時に間違いを犯すことを承知した上で、信仰のために自主的な判断を下すよう主張した。真理を伝授する無謬の人物をイスマーイール派の主張するイマームではなく預言者ムハンマドに定め、ムハンマドの死後に無謬の伝授者は不在でも問題は無く、イスマーイール派は誰をイマームに特定するかという証明すら完成させていないと批判した。そして、スンナ派世界の指導者であるカリフに対しては政治的・宗教的指導者としての素質を要求せず、社会の平和と安定のため、カリフから権力を委ねられた実力者がカリフの選出と統治を行う当時の世相を追認していた。ガザーリーのイスマーイール派批判は指導者であるイマームの無謬性、絶対性が中心で哲学論にはほとんど触れられておらず、スィジスターニー、キルマーニーといった思想家による哲学書ではなく、宣教のために使われていたパンフレットを通してイスマーイール派の思想に触れていたと考えられている。

### スーフィズム
ガザーリーが1106年から1109年の間に著した自伝『誤りから救うもの』の大部分はガザーリー自身の内面の記述に割かれ、スーフィズムの教えが信仰の確信を約束することが示されている。多くの研究者は1095年から始まる遍歴の旅の動機を、『誤りから救うもの』の記述に従ってスーフィズムへの回心と受け止めている。『誤りから救うもの』で述べられた動機に疑問を呈する立場の人間には、旅の動機を名声欲に、自伝の執筆の動機を離職の正当化とした『ガザーリーの告白』の著者アブドッダーイム・バカリー、多くのセルジューク朝の要人を暗殺したニザール派の刺客から逃れるためだと考えたファーリド・ジャブルらが挙げられる。ダンカン・ブラック・マクドナルドは、ガザーリーの生涯を野心と出世欲に満ちた利己的な人間でありながらも内面では葛藤が起きていた前半生、スーフィーとしての修行を経て性格が清められ、イスラム共同体の信仰の復興のために尽力した後半生に大別している。
回心した後のガザーリーはイスラーム法学をスーフィズムの観点から再検討し、『宗教諸学の再興』『神名注釈における高貴な目的』『光の壁龕』などの作品で日常の生活、来世で神に会うための準備について議論を重ねている。ガザーリーはスーフィズムの修行法を整理し、日々の生活の中で神への賞賛やコーランの特定の箇所を唱える日常の修行（ウィルド）、集中して短い章句を暗誦することで神との合一を目指すズィクルの二つの修行方法を紹介している。恍惚状態に達するための歌、舞踏、音楽を伴う暗誦はサマーと呼ばれ、多くのスーフィズムの理論家によって是非が議論されていたが、ガザーリーは修行を積んだ人間に限定してサマーの有用性を認めていた。
ガザーリーは神を人間の愛の対象と考え、完全な存在である神を唯一の愛の対象と認めていた。ガザーリー以前の神学者の大多数は、神は人間の愛の対象となりうる「人間が認識できる」存在ではなく、人間は神と直接・間接的に個人と関係を持たない全く異質な存在であるため愛が成立しないことから、「神への愛」を神への服従の比喩として見なすことが主流になっていた。こうした通説に対して、ガザーリーは服従は愛の結果生じる行動であり、愛は「認識する」人間の側に主体があり、「認識される」愛を受ける側に主体は無いと説明した。ガザーリーの唱える愛は自己・あるいは自己と関連のある人間の生命の維持による愛、完全であると認めたものに向ける愛、前2つのいずれにも該当しない人物に対する不可思議な愛、3種の本質が異なる愛に分類される。そして、3種類の愛を同時に体験する至上の愛を人間が神に向ける愛と定義し、神への愛は造物主である神に属するもの全てに拡大した。12世紀から13世紀にかけて活躍したイブン・アラビーは神と人間の合一を男女間の恋愛関係に例えているが、ガザーリーは二つの存在を類似点が存在しないものと見なし、神を人間から隔絶された存在と位置付けた。
ガザーリー以前のスーフィーの中にはイスラーム法の遵守よりも神との合一体験を重視し、飲酒、同性愛といった反イスラーム法行為や反体制的姿勢をとる人間、神との合一体験によって直接得られる知識をコーランとハディースを通して間接的に得ているウラマーの知識よりも上位に置く考えを持った人間が存在していた。こうしたスーフィーの行動と思想は体制派のウラマーや一般人から快く思われず、スーフィーとウラマーは険悪な関係にあった。ガザーリーは信仰の確信は神との合一体験によって得られると考えながらも、同時にイスラーム法を遵守した生活の必要性を唱える中間的な姿勢を示した。ガザーリー、クシャイリーらが出したスーフィズムの理論はスーフィーとウラマーの和解に貢献し、スーフィーの集団は公に活動することができるようになった。ガザーリーのスーフィズムの根幹にある愛の思想の理解、修行法の整理、スーフィーとウラマーの対立の融和によってスーフィズムの思想は多数の人間に受容されるところとなり、スーフィズムを取り入れたスンナ派の思想が確立された。

## 哲学者アルガゼル
ガザーリーが著した哲学の解説書である『哲学者の意図』はイブン・スィーナーの思想の入門書として最も優れたものであり、ラテン語に翻訳されて中世ヨーロッパのスコラ派哲学者たちの間で広く読まれた。しかし、哲学の批判書である『哲学者の自己矛盾』はヨーロッパ世界には伝わらず、ヨーロッパに伝わった『哲学者の意図』の写本には執筆の目的が述べられた序文と後書きが欠落していたため、ヨーロッパ世界ではガザーリーは「哲学者」アルガゼルとして知られるようになる。中世ヨーロッパで参照されたガザーリーの著作は哲学の分野に限られ、参照されたテキストの多くに不完全なラテン語訳本とヘブライ語訳本が使われていた。
19世紀に入るとアラビア語原典からの翻訳とそれらの研究が始まり、ガザーリーの思想の全体像を明らかにしようとする試みがなされ、『哲学者の意図』と『哲学者の自己矛盾』をはじめとする他の著作の記述に相違点・矛盾点が発見されたが、なおも『哲学者の意図』はガザーリー自身の思想の現れであると誤解され続け、研究者たちはより困惑する。1859年に『ユダヤとアラビア哲学論集』を発表したザロモン・ミュンクによって写本の序文の欠落が初めて指摘され、ガザーリーは哲学に批判的な姿勢を取っていたことが明らかにされた。しかし、ミュンクの説が発表された後も「哲学者アルガゼル」像は完全に払拭されなかった。
ダンカン・ブラック・マクドナルドは、1899年に公刊した論文「宗教体験と意見を中心としてみたガッザーリーの生涯」においてガザーリーの史的意義を以下の4点に集約し、特に一番目と三番目の功績の重要性を評価した。
1. スコラ学的神学研究から、コーラン（神の啓示）・ハディース（預言者の伝承）への回帰の促進
2. 説教、道徳的訓戒への畏怖、恐怖の再導入
3. イスラーム社会内でのスーフィズムの地位の確立
4. 哲学、哲学的神学の内容を一般の人間が理解できる程度に構築した

マクドナルドの研究は後続の研究者に正統的なガザーリーの解釈と見なされ、彼のガザーリー評は一般の認めるところとなっている。1990年代に入り、従来のガザーリーのものとされる著作あるいは著作の一部の記述を抜き出してそこに見られる哲学思想を論じる手法から脱し、著作全体を俯瞰してその背後にあるイブン・スィーナーの影響を考察する研究が目立ち始めた。

## 主要な著作
- 『哲学者の意図』（Maqāsid al-falāsifa）
- 『哲学者の矛盾』（Tahāhut al-falāsifa）
- 『宗教諸学の再興』（Ihyā' 'ulm al-dīn）
- 『迷いから救うもの』（al-Munqidh min al-dalāl）
- 『幸福の錬金術』（Kimiyā' al-Sa'ādah）
- 『エルサレム書簡』（al-Risāla al-Qudsīya）
- 『神学綱要』（al-Iqtisād fi'l-I'tiqād）
- 『法理論精要』（al-Mustasfā min 'Ilm al-Usūl）

## 日本語訳
- 『哲学者の意図』、黒田壽郎訳（岩波書店［イスラーム古典叢書］、1985年）
- 『誤りから救うもの』、中村廣治郎訳（ちくま学芸文庫、2003年）
上記『迷いから救うもの』原典（al-Munqidh min al-dalāl）の訳書名、下記『中庸の神学』にも再録
- 『中世思想原典集成 11　イスラーム哲学』（平凡社、2000年）
『イスラーム神学綱要』、『光の壁龕』を所収。上智大学中世思想研究所編訳
- 『中庸の神学　中世イスラームの神学・哲学・神秘主義』、中村廣治郎訳（平凡社東洋文庫、2013年）
- 『哲学者の自己矛盾　イスラームの哲学批判』、中村廣治郎訳（平凡社東洋文庫、2015年）、電子書籍版2022年